# Boldklubben af 1910
Boldklubben af 1910 var en dansk fodboldklub hjemmehørende i Rønne på Bornholm. 

## Historie
Klubben blev grundlagt i 1910, og bestod mestendels af de mennesker der gerne ville spille fodbold, men som ikke havde fundet sig til rette i nogle af byens andre fodboldklubber. Klubbens aktiviteter stoppede dog fra 1915-1921 da spillere og ledere var indkaldt til sikringsstyrkerne.
I 1923 ansøgte klubben om at flytte træningsbanen til Galløkken, grundet udgravninger på deres hidtidige bane. Først i 1925 fik klubben et klubhus -et klubhus der lå tæt på Rønne Boldklubs, mens de under den tyske besættelse flyttede klubhuset ned til Torneværksvej, hvor der var påtænkt at bygge et stadion. I 1947 påbegyndte klubberne i Rønne snak om at slå sig sammen, men først ni år senere lykkedes det to af klubberne af blive enige, da B1910 og Rønne BK slog sig sammen, og dannede Rønne IK den 17. juni 1956.